# دعاء البهاء
دعاء البهاء من أهم الأدعية التي تقرأ في أسحار شهر رمضان المبارك بصورة عامة، وهو الدعاء المروي عن علي بن موسى الرضا حيث قال أن هذا الدعاء من جده محمد بن علي الباقر في أسحار شهر رمضان ويدعي بدعاء السحر أيضا.

## سند الدعاء
ويذكر محمد باقر المجلسي في بحار الأنوار أننا: رويناه باسنادنا إلى جدّي أبي جعفر الطوسي باسناده إلى علي بن الحسن بن فضال من كتاب الصيام، ورواه أيضا ابن أبي قرة في كتابه واللفظ واحد فقالا معا: عن أيوب بن يقطين أنه كتب إلى أبي الحسن علي بن موسي الرضا يسأله أن يصحّح له هذا الدعاء، فكتب إليه نعم، وهو دعاء أبي جعفر بالاسحار في شهر رمضان قال أبي : قال أبوجعفر: لو يعلم الناس من عظم هذه المسائل عند الله، وسرعة إجابته لصاحبها، لاقتتلوا عليه، ولو بالسيوف، والله يختص برحمته من يشاء، وقال أبوجعفر: لو حلفت لبررت أن اسم الله الاعظم قد دخل فيها، فاذا دعوتهم فاجتهدوا في الدعاء فانه من مكنون العلم، واكتموه إلا من أهله، وليس من أهله المنافقون والمكذبون والجاحدون.

## محتوي الدعاء
يبتدئ هذا الدعاء بعبارة «’’’اَللّـهُمَّ اِنّي اَسْاَلُكَ’’’» وفيه 23 فقرة؛ يسأل الله بـ(بهائه وجماله وجلاله وعظمته ونوره ورحمته وكلماته وكماله، وأسمائه وعزته ومشيئته وقدرته وعلمه وقوله ومسائله وشرفه وسلطانه وملكه وعلوه ومنه القديم وآياته وشأنه وجبروته) ثم يقول :’’’اَللّـهُمَّ اِنّي اَسْاَلُكَ بِما تُجيبُني بِهِ حينَ اَسْاَلُكَ فَاَجِبْني يَا اَللهُ’’’

## مقتطفات من الدعاء
يبدأ الدعاء بهذه العبارات: «اَللّهُمَّ اِنّي اَسْئَلُكَ مِنْ بَهاَّئِكَ بِاَبْهاهُ وَكُلُّ بَهاَّئِكَ بَهِيُّ اَللّهُمَّ اِنّي اَسْئَلُكَ بِبَهاَّئِكَ كُلِّهِ،
اَللّهُمَّ اِنّي اَسْئَلُكَ مِنْ جَمالِكَ بِاَجْمَلِهِ وَكُلُّ جَمالِكَ جَميلٌ اَللّهُمَّ اِنّي اَسْئَلُكَ بِجَمالِكَ كُلِّهِ،
اللّهُمَّ اِنّي اَسْئَلُكَ مِنْ جَلالِكَ بِاَجَلِّهِ وَكُلُّ جَلالِكَ جَليلٌ اَللّهُمَّ اِنّي اَسْئَلُكَ بِجَلالِكَ كُلِّهِ،
اَللّهُمَّ اِنّي اَسْئَلُكَ مِنْ عَظَمَتِكَ بِاَعْظَمِها وَكُلُّ عَظَمَتِكَ عَظَيمَةٌ اَللّهُمَّ اِنّي اَسْئَلُكَ بِعَظَمَتِكَ كُلِّها ... الخ.
حتي يصل إلي الفقرة الأخيرة التي تقول: اَللّهُمَّ اِنّي اَسْئَلُكَ بِما تُجيبُني [بِهِ] حينَ اَسْئَلُكَ فَاَجِبْني يا اَللّهُ.

## الشروح علي هذا الدعاء
- شرح دعاء السحر، لمحمد قاسم الخلخالي (ق 13 هـ) [3]
- شرح دعاء السحر، للملا حبيب الله الشريف الكاشاني (1340 هـ) [4]
- مائدة الأسحار لخلص المؤمنين الأخيار، للملا حسين علي التويسركاني (1286 هـ) [5]
- شرح دعاء سحر، لروح الله الخميني (1409هـ)، وهو أشهرها في هذا العصر.

## الوصلات الخارجية
- استمع الي دعاء البهاء علي موقع يوتيوب بصوت الحاج حسين الغريب
- نص دعاء البهاء بالكامل